# Elio Morille
Elio Morille (ur. 7 września 1927 w Alessandrii, zm. 21 czerwca 1998 w Rzymie) – włoski wioślarz, złoty medalista olimpijski.
Wystąpił na igrzyskach olimpijskich w Londynie w 1948, gdzie osada Włoch w składzie: Giuseppe Moioli, Elio Morille, Giovanni Invernizzi i Francesco Faggi wywalczyła złoty medal w czwórkach bez sternika. W finale o 4,5 sekundy wyprzedzili Duńczyków, a o 8,7 sekundy pokonali osadę USA. Na rozgrywanych cztery lata później igrzyskach olimpijskich w Helsinkach w tej samej konkurencji Włosi odpadli w repasażach. 
Ponadto zdobywał złote medale czwórkach bez sternika na mistrzostwach Europy w Lucernie (1947), mistrzostwach Europy w Amsterdamie (1949) i mistrzostwach Europy w Mediolanie (1950).
Otrzymał złoty medal Włoskiego Narodowego Komitetu Olimpijskiego.